# Luis Riera Posada

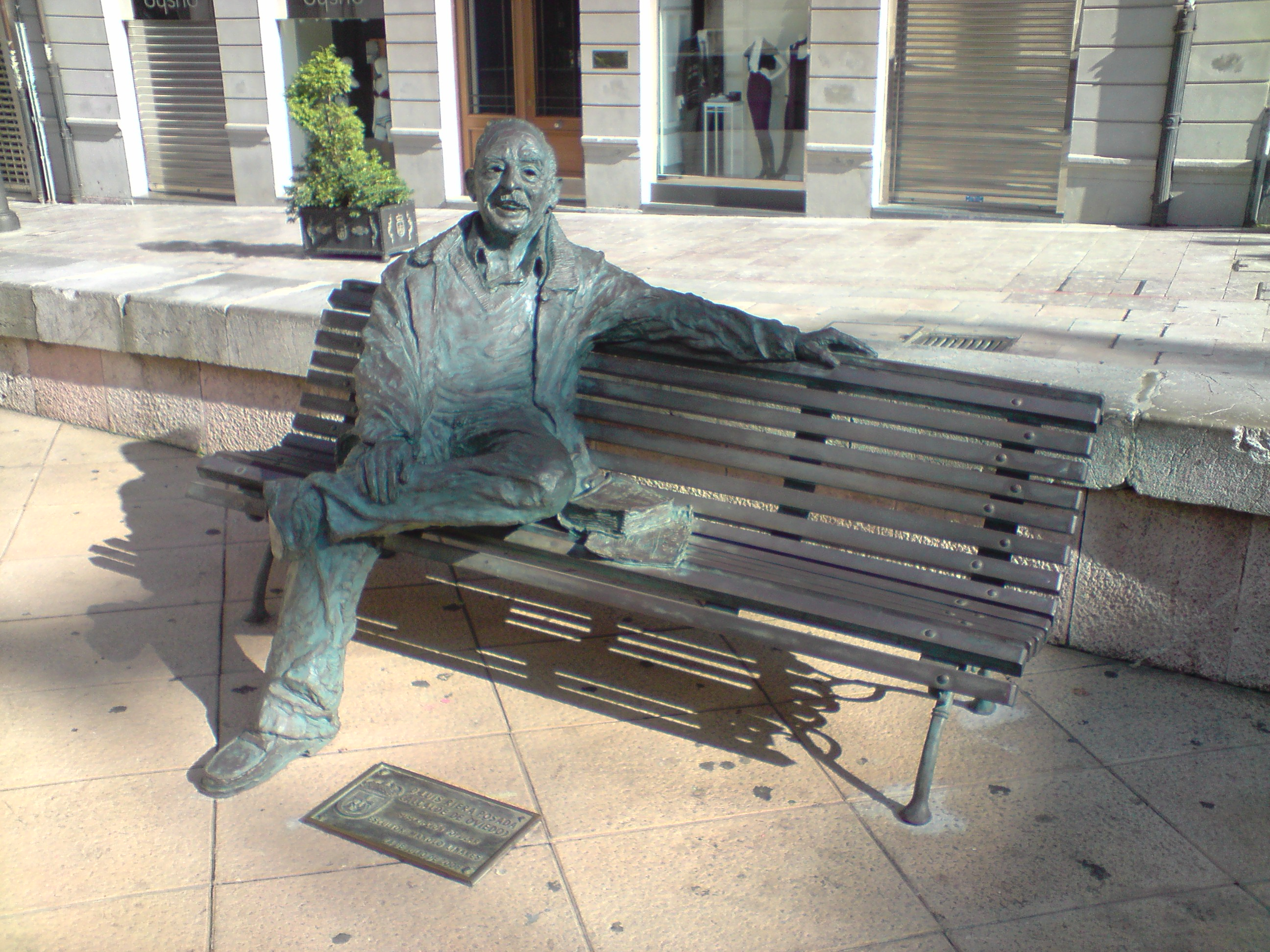
Escultura de Manolo Linares dedicada a Luis Riera en Oviedo.

Luis Riera Posada (11 de abril de 1923 - 24 de marzo de 2007), abogado español nacido en Infiesto, en el Principado de Asturias. Fue presidente de la corporación municipal de Oviedo tras las primeras elecciones democráticas en 1979. En 1983, se afilió a AP y se presentó contra Antonio Masip, perdiendo por 1000 votos

## Biografía
Estudió Derecho en la Universidad de Oviedo. Fue presidente del Centro Asturiano de Oviedo durante ocho años, ocupó distintos cargos en el Colegio de Abogados de Oviedo, fue presidente de la Sociedad Ovetense de Festejos (SOF), colaborador del alcalde Valentín Rogelio Masip Acevedo y Directivo del Real Oviedo y finalmente alcalde de Oviedo en la primera Corporación democrática con UCD desde 1979 hasta 1983.
Ha colaborado con la Fundación Príncipe de Asturias como jurado en la elección del Premio al Pueblo Ejemplar de Asturias.

## Reconocimientos
- El 10 de agosto de 1990 es nombrado Socio de Honor de la Federación Internacional de Centros Asturianos (FICA).
- Nombrado Hijo Adoptivo de Oviedo en 1994
- Una calle de Oviedo lleva su nombre.
- Galardonado con la "Paxarina de Oro" en el año 2001
- El Ayuntamiento de Piloña le hizo Hijo Predilecto del concejo en septiembre de 2006.